# Malthonea tigrinata
Malthonea tigrinata är en skalbaggsart som beskrevs av Thomson 1864. Malthonea tigrinata ingår i släktet Malthonea och familjen långhorningar. Inga underarter finns listade i Catalogue of Life.